# John Patrick Amedori
John Patrick Amedori (* 20. dubna 1987, Baltimore, USA) je americký herec a hudebník.

## Kariéra
Navštěvoval hereckou školu ve Filadelfii. Od devíti let hrál na kytaru a v jedenácti letech se svým nejlepším kamarádem založil kapelu Sanitarum. Jeho bratr, Anthony Amedori, je profesionální skateboardista.

### Herec
V roce 1998 se objevil poprvé před kamerou, a to ve snímku D Minus. Českým divákům může být znám také z účinkování ve filmech Vyvolený, Na pokraji slávy a také především díky roli 13letého Evana Treborna ve filmu Osudový dotek.
V USA se stal populárnějším díky větším rolím v seriálech Spiknutí a Super drbna, účinkoval také v seriálech Dr. House a Kriminálka New York.

### Hudebník
Amedori je kytaristou a zpěvákem v indie-rockové kapele Ceesau, ve které hraje společně s hercem Carminem Giovinazzem, známým ze seriálu Kriminálka New York a Michaelem Brasicem.

## Filmografie
- 1998 – D Minus
- 2000 – Vyvolený
- 2001 – Zákon a pořádek (TV seriál), Philly (TV seriál)
- 2002 – Ten, kdo tě chrání (TV seriál), Incest, State of Grace (TV seriál)
- 2003 – Still Standing (TV seriál)
- 2004 – Osudový dotek, Joan z Arkádie (TV seriál)
- 2005 – Rocky Point (TV seriál), Dr. House (TV seriál), S lehkým srdcem, Malé Atény, Paní Harrisová (TV film), Posel ztracených duší (TV seriál), Plastická chirurgie s.r.o. (TV seriál), Zákon a pořádek: Útvar pro zvláštní oběti (TV seriál)
- 2006 – Láska je droga, Rebelka, Spiknutí (TV seriál)
- 2007 – Vražedná čísla (TV seriál), Kriminálka New York (TV seriál), Kara's File
- 2008 – Uklízeč (TV seriál), Super drbna (TV seriál)
- 2009 – TiMER, Kriminálka Miami (TV seriál)
- 2010 – The Family Tree, Scott Pilgrim proti zbytku světa